# Période sombre de l'Empire byzantin

L'Empire romain tel qu'il existait à la mort de Justinien Ier.

La période sombre de l’Empire byzantin désigne les deux siècles de crise qu’a dû affronter l’Empire byzantin entre la fin du règne d'Héraclius (641) et la période d’expansion (867-1057) qui caractérisera par la suite la dynastie macédonienne (en gros le VIIe et le VIIIe siècle).
Dans un premier temps, l’empire est sur la défensive après avoir perdu presque tous les territoires récupérés par l’empereur Justinien (r. 527 - 565). Il doit faire face à divers ennemis, tant en Europe (Lombards en Italie, Francs en Gaule, Avars dans les Balkans) qu’en Asie (Empire perse d’abord, puis expansion de l'islam). C’est également une période d’affaiblissement de ses propres institutions politiques, économiques et sociales. Dans un deuxième temps, ayant perdu foi en lui-même, l’empire cherche les causes de ses échecs et croit les avoir trouvées dans des déviations religieuses : ce sera les deux épisodes iconoclastes marquées toutes deux par le règne d’une impératrice, Irène (r. seule 797-802) et Théodora (r. comme régente 842-856) qui, s’opposant à cette doctrine tenteront de rétablir le culte des images.
Elle se terminera lorsque l’empereur Michel III (r. 842 - 867), ayant réussi à se débarrasser de la tutelle de sa mère, sera à son tour assassiné par son protégé, Basile le Macédonien (r. 867 - 886) et que commencera la période dite de « Renaissance macédonienne ».

## Pauvreté des sources
L’étude de cette période présente de nombreux problèmes à l’historien : non seulement les sources sont peu nombreuses, mais dans bien des cas ont été écrites longtemps après la période décrite. Nous ne connaissons aucune source byzantine entre la dernière grande guerre byzantino-sassanide vers 630 jusqu’à la fin du VIIIe siècle lorsque le patriarche Nicéphore Ier de Constantinople  écrivit sa « Brève Histoire », suivie une décennie plus tard par la « Chronique » de Théophane le Confesseur. Les sources administratives et juridiques sont également rares si l’on excepte la « Loi agraire » et le « Droit de la mer de Rhodes », datant vraisemblablement des VIIe ou VIIIe siècle. On doit ainsi aller puiser les informations relatives à cette période chez des auteurs non byzantins qu’ils soient arabes (al-Tabarï), arméniens (évêque Sébéos) ou syriaques (Elias bar Shinaya, Michel le Syrien), lesquels sont aussi pour la plupart postérieurs à cette période. Certes, pour celle de l’iconoclasme les sources religieuses se font plus abondantes, comme la Chronique universelle de Georges le Moine, mais les écrits iconoclastes ayant été détruits, restent presque uniquement les écrits iconodules, fortement biaisées en faveur du culte des images et dépréciant les empereurs iconoclastes. De plus, le déclin de l’éducation à Byzance même a fait en sorte que de nombreux textes nous viennent non de Constantinople, mais de la périphérie de l’empire (« Actes » des Conciles) ou de régions contrôlées par le califat,,.
L’une des conséquences de la pauvreté des sources est que si nous savons que ces deux siècles ont vu une profonde transformation de la centralisation de l’empire, de la décroissance des villes, des modifications administratives ou des idées religieuses, il est difficile de dater avec précision ces changements.

## Contexte historique

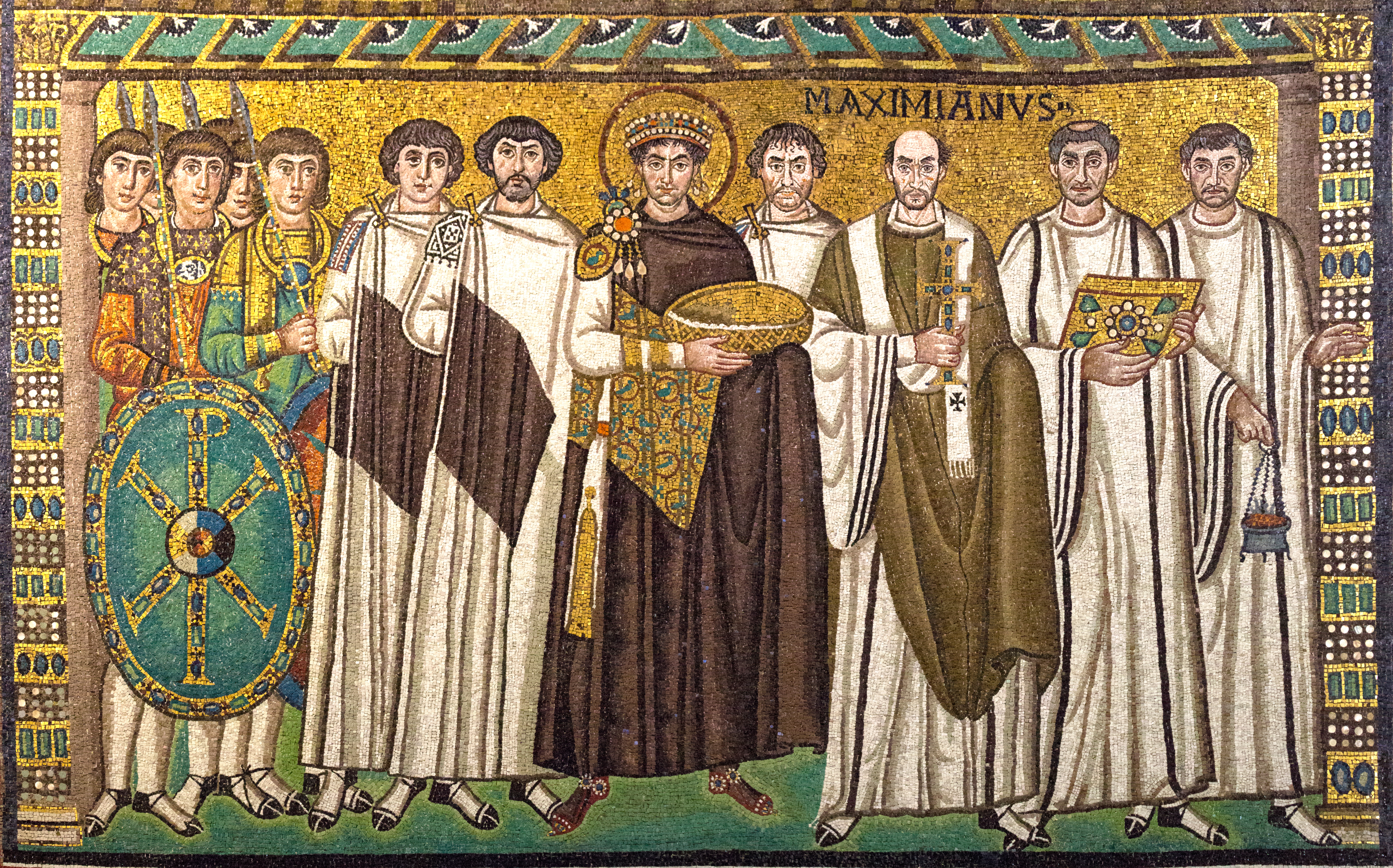
Justinien représenté sur une mosaïque dans la basilique Saint-Vital de Ravenne avec à sa gauche l'armée et les sénateurs, à sa droite le clergé.

La disparition de l’Empire romain d’Occident en 476 avait mis fin à cet Empire romain universel s’étendant autour de la Méditerranée, la « Mare Nostrum ». Certes, l’empereur Justinien (r.527-565) tentera de refaire l’unité de ce monde. Mais portant le gros de ses efforts sur la reconquête de l’Italie et de l’Afrique, il ne put protéger adéquatement le limes du Danube : Slaves, Avars, Huns vinrent alors piller les bords de l’Adriatique jusqu’à Constantinople. Ses successeurs immédiats, Justin II (r. 565 - 578), Tibère II Constantin (r. 578 - 582) et Maurice (r. 582 - 602) tenteront, mais en vain, de conserver les conquêtes à l’Ouest, tout en cherchant à s’imposer en Orient où ils sont en lutte constante contre l’Empire perse des Sassanides.
L’empire sur lequel règne l’empereur jusqu’au VIe siècle est un empire très décentralisé fait d’un réseau de cités quasi-autonomes. Fières de leur passé, ces cités sont dirigées par des « curiales » ou édiles formant une « curie » responsable de la levée des impôts transmis par la suite à l’État central, conservant les sommes nécessaires à l’entretien des bâtiments, des services publics (bains, écoles) et de l’assistance aux pauvres (orphelinats). Or, depuis le début du IVe siècle, le système des curies est en crise : les citoyens les plus riches tentent d’éviter les charges municipales, extrêmement onéreuses sur le plan personnel, pour aller se réfugier dans leurs domaines de campagne qui prennent alors l’allure de camps fortifiés, tentant tant bien que mal de résister aux invasions des Barbares qui dévastent les villes.
Dans cet empire, l’Orient est un foyer d’agitation non seulement politique, mais également religieuse tout aussi dangereuse pour l’unité de l’empire. Justinien lui-même avait tenté de réconcilier les parties orientale et occidentale de l'Empire romain divisées par les décisions du concile de Chalcédoine (451) sur la nature du Christ, lesquelles avaient provoqué le schisme des Églises d’Alexandrie, d’Antioche et d’Arménie. Héraclius (r. 610-641) tentera à son tour de se gagner les faveurs des monophysites, mais n’aura guère plus de succès que son prédécesseur. Seule sa victoire en 628 sur l’Empire perse lui permettra de s’imposer, mais il s’agissait d’une victoire à la Pyrrhus : les deux empires étant épuisés, la disparition de Khosrô permettra aux Arabes de remplacer les Perses comme ennemis implacables des Romains.

## L’empire envahi

### Les Francs en Gaule

Les royaumes francs en 511

Dès 254 les Alamans avaient traversé le limes romain ravageant la Gaule Belgique pendant que les Francs pillaient la Germanie inférieure. Chargé par l’empereur Gallien de les repousser, Postumus, légat gaulois parfaitement romanisé, se proclama empereur d’un éphémère « Empire des Gaules » à Cologne (vers 260 - vers 269). Tout au long du IVe siècle  les invasions continueront, repoussées par les armées romaines.
Le Ve siècle commence par une période d'accalmie entre les Romains et les Francs. Mais les hivers particulièrement rigoureux de 405 et 406 font geler le Rhin et le Danube : les Francs rhénans pillent une première fois Trêve alors que les Francs saliens protègent les provinces romaines de Belgique et de Germanie.
Progressivement, Les Francs saliens se regroupent en un seul royaume. Profitant du retrait des troupes romaines de Gaule, Clodion le Chevelu conduit son peuple vers le sud où il s'empare de Tournai et de sa région. Il est cependant arrêté et battu par Flavius Aetius, qui concède aux Francs un fœdus, en faisant ainsi des alliés du peuple romain avec permission de s’installer dans la région. Enrichies par leur service auprès de Rome, certaines grandes familles franques s’installent au pouvoir. L'une d'entre elles, celle de Childéric Ier s’impose et fonde la première dynastie franque.
D’abord roi des Francs saliens, son fils Clovis accroît considérablement le territoire dont il hérite à la mort de son père et réussit à unifier une grande partie des royaumes francs dont il sera roi de 481 à 511. Il promet de se convertir au christianisme si le dieu des chrétiens lui donne la victoire contre les Alamans à  la bataille de Tolbiac (Zülpich près de Cologne); il choisira le christianisme nicéen alors que la plupart des autres chefs francs sont ariens. Ce baptême constitue le fondement d'une alliance entre l'aristocratie militaire franque et les évêques, généralement issus de l'aristocratie gallo-romaine. En 508, après sa victoire sur les Wisigoths, Clovis reçoit de l'empereur d'Orient Anastase Ier le consulat, ce qui marque le maintien des bonnes relations avec l'Empire romain dont Constantinople est dorénavant la seule capitale.
À la suite des conquêtes de Clovis (royaume de Syagrius, Aquitaine) et de ses fils (Bourgogne, Provence), les Mérovingiens règnent sur la plus grande partie de l'ancienne Gaule. Progressivement se fera une fusion entre Gallo-Romains et Francs qui sera complétée au VIIe siècle.

### Les Vandales en Afrique

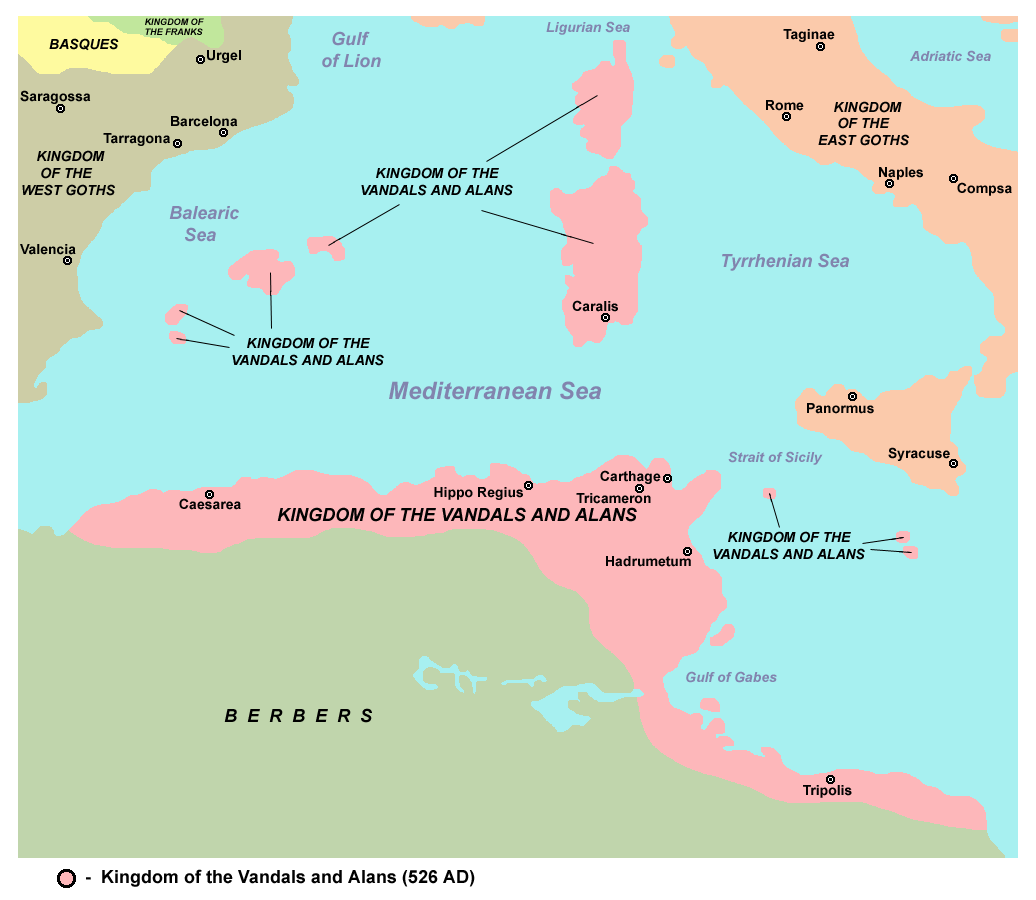
Le Royaume des Vandales et des Alains vers 526.

En 429, environ 80 000 Vandales traversèrent d’Espagne vers l’Afrique du Nord sous la conduite de leur roi, Genséric. Continuant leur progression vers l’est, ils conquirent les régions côtières de l’Algérie et de la Tunisie appartenant alors à l’Empire romain. En 435, l’empereur romain d’Occident réalisant que son armée ne pourrait défaire celle des Vandales leur donna la permission de s’installer dans les provinces de Numidie et de Maurétanie. Ils n’en continuèrent pas moins à attaquer les villes demeurées romaines. En 439, les Vandales capturèrent Carthage, la plus importante ville romaine d’Afrique du nord. De là ils conquirent les iles voisines (Majorque, la Sicile, la Sardaigne et la Corse), portant un dur coup à l’économie de Rome qui dépendait de la production de grain de ses colonies pour se nourrir.
En 455, les Vandales étaient aux portes de Rome qui ne fut sauvée que par l’intervention du pape Léon le Grand (r. 440-461). Les Vandales s’abstinrent de meurtres et de pillage, mais repartirent en emportant un important butin. Le sac de Rome ainsi que la piraterie à laquelle se livraient les Vandales en Méditerranée constituaient un grave danger aussi bien pour l’Empire romain d’Occident que pour l’Empire romain d’Orient. En 460, l’empereur Majorien (r. 457-461) lança une grande expédition contre les Vandales qui fut défaite à la  bataille de Carthagène. Huit ans plus tard, une autre expédition sous le commandement de Basiliscus, composée selon les sources de quelque 100 000 soldats et de 1 000 navires fut à nouveau défaite,,.
À partir des années 470, les Romains cessèrent leur guerre contre les Vandales et en 476, leur roi Genséric (r. 428-477) put conclure une « paix perpétuelle » avec Constantinople, maintenant seule capitale de l’Empire romain. Cette paix devait durer jusqu’en 530 lorsqu’elle fut brisée par Justinien. En 533, Bélisaire est envoyé avec une flotte de 15 000 soldats à la rencontre de Gélimer. Cette fois, la bataille de Carthage favorise les Byzantins et, l’année suivante, Gélimer doit s’avouer vaincu. L’Afrique du Nord sera transformée en une préfecture byzantine englobant les territoires vandales depuis la Tripolitaine jusqu’aux Baléares, la Corse et la Sardaigne, la Numidie et une partie de la Maurétanie Sitifienne,.

### Les Ostrogoths et les Lombards en Italie

Le royaume lombard d'Aistulf en 756 à son expansion maximale (en gris) et l’Italie byzantine (orange).

Lors de la reconquête de l’Italie sous Justinien, celle-ci était occupée par les Ostrogoths dont le chef, Théodoric le Grand, avait été reconnu « rex gloriosissimus » et régent d'Italie par l'empereur Anastase Ier. Théodoric naquit vers 455 et passa son enfance en tant qu'otage à Constantinople où il reçut une instruction soignée. Toutefois, les relations s’étaient rapidement dégradées entre autres parce que les Ostrogoths étaient de confession arienne, ce qui les mettait en opposition avec la politique impériale opposée aux doctrines hétérodoxes. En 537, le général Vitiges, élu roi, tenta de résister à Justinien, mais fut capturé trois ans plus tard par Bélisaire qui conquit Ravenne. Bélisaire ayant été rappelé à Constantinople, il appartiendra au général Narsès de terminer la reconquête et, ayant défait Télas, le nouveau roi goth, de mettre un terme à leur royaume en 553 lors de la bataille du mont Lactarius ou du Vésuve.
Cette « victoire » devait se révéler éphémère. En effet, la longue guerre avait laissé le pays sous-peuplé et appauvri. À cela s’ajouta diverses catastrophes naturelles causant une importante famine (538-542) suivie d’une épidémie de peste (541-542).
Pour leur part, les Lombards installés en Norique et en Pannonie (Autriche orientale et Hongrie d’aujourd’hui), envahissent en 574 et 575 la Provence, avant de s’introduire dans le nord de l’Italie (région de Milan). Mais ce sont les rois Authari (élu en 584) et surtout Agilulf (r. 591 à 616) qui installent véritablement le « royaume lombard » en Italie. Tous deux combattront les Byzantins et chercheront à étendre la domination lombarde dans le pays, sans jamais toutefois y réussir, se heurtant à la fois à la papauté et aux Byzantins qui, outre leurs possessions dans le sud de l’Italie et la Sicile, réussiront à conserver un corridor allant de Ravenne à Rome. En octobre 598, les Byzantins, grâce à la médiation du pape Grégoire qui espère convertir les Lombards ariens au catholicisme concluent finalement un traité concédant aux Lombards une partie de l'Italie du Nord.
Ce n’est qu’au VIIe siècle que les rapports avec l’Empire romain d’Orient ainsi qu’avec la papauté se stabiliseront avec la conversion des Lombards au christianisme nicéen (même si nombre d’entre eux restent ariens ou païens) sous le règne du roi Aripert (r. 653-661).
Il appartiendra finalement à un roi franc, Charlemagne (r. 768 -814), de mettre fin au royaume lombard, lorsque, répondant à l’appel du pape, il s’emparera de Pavie en 773/774 et prendra le titre de « Gratia Dei Rex Francorum et Langobardorum (roi des Francs et des Lombards par la grâce de Dieu), réalisant ainsi une union personnelle des deux peuples.

### Les Slaves et les Bulgares dans les Balkans

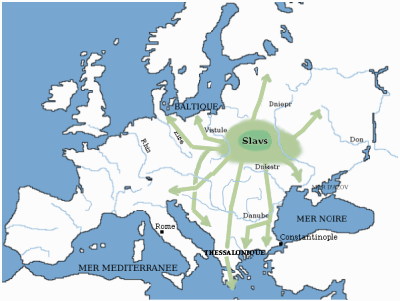
Les migrations slaves du Ve siècle.

Les Slaves apparaissent dans les chroniques aux Ve siècle et VIIe siècle lors des grandes migrations, lorsqu'ils pénètrent dans des territoires abandonnés par les tribus germaniques fuyant les Huns et leurs successeurs. On les retrouve alors pillant un territoire s’étendant de la Bohême au Péloponnèse. Parvenus au Danube, les Slaves font irruption au sud du fleuve, atteignant l’Empire romain d'Orient. D’autres Slaves qui accompagnent souvent les raids des Avars, commencent à s'installer dans la péninsule. À la différence des Avars, gouvernés par un pouvoir centralisé, les Slaves forment un ensemble hétéroclite de collectivités qui constituent peu à peu des sklavinies. Vers 548, ils sont en Illyrie (en Carinthie, en Istrie et en Albanie), provoquant l’abandon du limes oriental. Dans les Balkans, des Slaves s’installent jusqu’au cœur de la Grèce dans le Péloponnèse. Ayant concentré ses efforts sur l’Italie et l’Afrique du Nord, Justinien n’avait plus les forces suffisantes pour défendre la frontière du Danube. Il eut beau construire un grand nombre de forteresses du Danube à la Thrace ainsi que le long du Mur d’Anastase et aux Thermopyles, les barbares passent à travers les mailles du filet, arrivant en 539-540 aux abords de Constantinople,. Il fallut attendre 591 et la victoire de Maurice contre les Perses pour que l'empereur puisse se tourner contre les Avars et les Slaves. Il vint bien prêt d’y réussir en 592 avec la prise de Sigidium; en 602, les Slaves sont lourdement vaincus en Valachie. Mais si la situation semble se stabiliser dans les Balkans grâce à une stratégie consistant à porter la guerre au-delà des frontières de l’empire sur le territoire des envahisseurs mêmes, l’empereur a surestimé ses forces et, notamment en 593, des mouvements de protestation s’élèvent au sein des troupes contre les ordres d'hiverner en territoire ennemi. Les protestations tournent à la révolte lorsque l'empereur demande aux hommes de vivre sur le pays pour éviter d'avoir à les ravitailler. Un centurion du nom de Phocas (r. 602 - 610) est proclamé empereur par les troupes, entre dans Constantinople et élimine la famille de Maurice.
Les Bulgares, ou plus exactement les Proto-Bulgares, apparaissent pour leur part en 480 dans la zone comprise entre la mer Caspienne et le Danube en tant qu'alliés de l'empereur byzantin Zénon qui combattait les Goths, et comme auxiliaires des Avars qui avançaient vers la mer Noire en soumettant les peuples vivant au nord de cette mer, notamment les populations slaves nouvellement arrivées. Originaires d’une région s’étendant entre l’Oural et la Volga, ils constituaient un mélange de différentes ethnies. À la différence des Slaves, les Proto-Bulgares jouissaient non seulement d’une réputation militaire enviable, mais aussi d’un grand sens de la cohésion politique et de l’organisation. Si les Proto-Bulgares conquirent facilement les populations slaves, ils s’acculturèrent rapidement à celles-ci. En 680, leur chef Asparuch  conduisit son armée au-delà du Danube et installa sa capitale à Pliska (aujourd’hui Preslav) à 300 km de Constantinople. L’année suivante, Constantin IV (r. 668-685) signa avec lui un traité de paix reconnaissant l'autorité des Proto-Bulgares sur l’ancienne province de Mésie. En quelques années, cette nouvelle Bulgarie indépendante, qui contrôlait les sklavinies slaves auparavant partie de l’empire, sera perçue comme une menace permanente par les Byzantins et les deux empires demeureront en concurrence jusqu’à leur chute respective aux mains des Ottomans.

### Dernières guerres avec les Sassanides

La frontière entre les empires romain et perse en 597.

En Orient, la guerre entre les Romains et les Perses sassanides avait commencé dès le  IIe siècle à la suite de la renaissance de la Perse sous Ardachir Ier lequel, prétendant restaurer l'ancien empire des Perses achéménides conquis par Alexandre le Grand, revendiquait tout le Proche-Orient jusqu'à la mer Égée, ce qui le faisait entrer en conflit direct tant avec l'Empire romain qu’avec le royaume d'Arménie. Avec des périodes de trêve, la guerre s’était poursuivie sous les successeurs de celui-ci, Chapour Ier (campagnes de 240 à 261), Chapour II (r. 337-363), de Vahram V (r. 420-422), de Yazdgard II (r. 438-441).
Alors que  Khosrô Ier (r. 531 - 579) était empereur, Justinien qui voulait avoir les mains libres pour la conquête de l'Afrique et de la Sicile, avait conclu une « paix éternelle » qui dura jusqu’en 540,. Son petit-fils, Khosrô II (r. 591-628) avait dû faire appel à l’empereur Maurice pour occuper le trône que lui disputait un général qui s’était fait proclamer roi sous le nom de Vahram VI (r. 590-591). Aussi, en 602, quand Maurice fut lui-même assassiné et remplacé par l’un de ses centurions, Phocas (r. 602-610), Khosrô entra en guerre contre Byzance pour venger sa mort. Au cours de la première phase du conflit de 603 à 610, ses armées pillèrent la Syrie et l'Asie Mineure poussant jusqu’à Chalcédoine aux portes de Constantinople en 608.
Deux ans plus tard Héraclius (r. 610-641), au terme d'une rébellion dirigée par son père, Héraclius l'Ancien, contre l'empereur Phocas, prit le pouvoir. À son avènement, les Perses sassanides occupent déjà d'importants territoires appartenant à l'Empire (Arménie byzantine, Cappadoce, une partie de la Syrie). Ils sont désormais en mesure de s'attaquer à l'Anatolie, cœur de l’Empire byzantin en Orient et prennent Césarée de Cappadoce en 611. En 613, Héraclius prend de nouveau la tête d'une armée en direction d'Antioche mais il est vaincu et doit battre en retraite, tandis que la Cilicie tombe. La Palestine est désormais isolée, d'autant que Damas est capturée la même année. En 614, Jérusalem est prise rapidement; les Perses s’emparent des reliques sacrées dont la Vraie Croix, ce qui constitue une défaite religieuse aussi bien que militaire humiliante vue par les monophysites nombreux en Égypte et en Syrie comme un désaveu divin pour l’empereur,.
La situation est d’autant plus catastrophique que d’autres ennemis s’attaquent à diverses parties de l’empire. En Espagne la province romaine perd du terrain au profit des Wisigoths pendant que les Lombards continuent leur progression en Italie. Dans les Balkans les Slaves s’installent alors que les Avars continuant leur invasion conquièrent Niš ou Belgrade; alliés aux Perses sassanides, ils réussissent à s’avancer jusqu'aux murailles de Constantinople.
De 622 à 626, Héraclius passe à la controffensive. Après avoir diminué la solde des fonctionnaires et augmenté les impôts, l’empereur réorganise une armée profondément perturbée par les défaites en séries. Il assainit également les finances publiques faisant appel à l’Église pour lui fournir le métal précieux nécessaire au paiement des soldes de l’armée. En 624, il se sent prêt à porter la guerre chez les Perses et met en déroute les armées qu’il rencontre. Finalement, en 627-628, allié aux Göktürks, un peuple turcophone vivant au nord du Caucase, Héraclius pousse son avance en Mésopotamie pendant que Khosrô est contraint de s’enfermer dans sa capitale où il est renversé et exécuté par son fils aîné, Kavadh II. Héraclius peut ainsi réoccuper les provinces perdues et ramener en grande pompe la Vraie Croix à Jérusalem en mars 630.
Suit, de 628 à 633 une période de brève accalmie pendant laquelle Héraclius peut enfin se consacrer à la reconstruction et à la stabilisation de son empire meurtri. C’est alors qu’apparait un nouvel ennemi qui remplacera les Perses sassanides : les Arabes.

### Avancée des Arabes

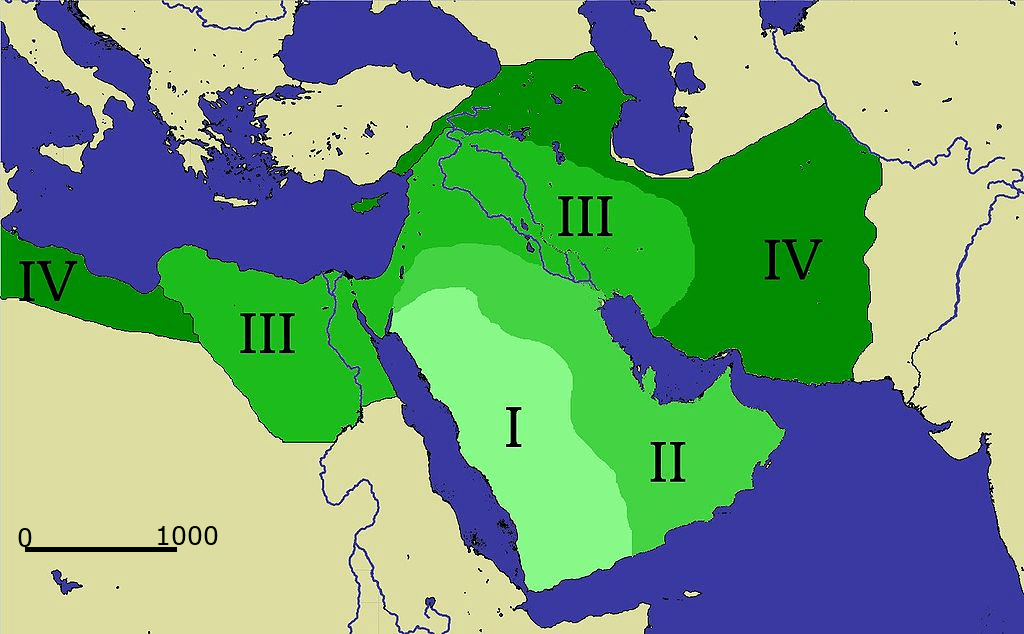
Carte de l'expansion de l'islam sous ses premiers dirigeants. (I) : Mahomet ; (II) : Abou Bakr et (III) Omar ibn al-Khattâb. Les conquêtes d'Othmân ibn Affân (IV) interviennent après la mort d'Héraclius.

Cette victoire d’Héraclius sur les Perses était toutefois une victoire à la Pyrrhus. Tant du côté byzantin que perse ces guerres perpétuelles avaient laissé l’appareil administratif et financier de l’État épuisé.
Du côté perse, Khosrô fut assassiné en 628 et dix rois se succédèrent sur le trône de 628 à 632. Le dernier, Yazdgard III (r. 632-651), chassé de sa capitale devra se réfugier dans le sud de ses États où il sera assassiné.
Du côté byzantin, les tentatives pour imposer le credo nicéen au Levant se heurte au monophysisme des arabes ghanassides, alimentant les rébellions aux frontières du désert. Après que le premier calife, Abu Bakr, eût établi son contrôle sur le territoire de l’Arabie, il se lance à la conquête de la Syrie byzantine et de la Mésopotamie perse. La Bataille d'al-Qâdisiyya en 636 ouvre aux Arabes la voie de Ctésiphon, la capitale perse, de telle sorte qu’au milieu du VIIe siècle, ceux-ci contrôlent toute la Mésopotamie.
De son côté, Héraclius, maintenant allié aux Perses de Yazdgard III, se rendant compte que la Syrie est perdue, tente de regrouper ses forces pour défendre l’Égypte vers laquelle les Arabes s’étaient tournés après le siège de Jérusalem (636-637). En décembre 639 le général ‘Amr ibn al-'As et une armée de quelque 4 000 hommes envahissent la zone côtière. Les troupes byzantines sont plus nombreuses mais mal payées et peu combattives; la population, encore mal remise d’une épidémie de peste et persécutée en raison de sa foi monophysite, n’est guère prête à résister à l’envahisseur. Ayant reçu des renforts, ‘Amr ibn al-‘As se dirige vers la forteresse de Babylone (près de la ville du Caire)  qui résistera pendant sept mois. Pendant ce temps, une deuxième armée arrive à Heliopolis (la moderne Ayn Shams). La bataille d’Héliopolis, le 6 juillet 640, scelle le sort de l’Égypte byzantine. L’année suivante, la capitale, Alexandrie, tombe à son tour. La perte de la riche province d’Égypte prive l'Empire byzantin des ressources qu’elle lui apportait en taxes et en approvisionnement.

## Affaiblissement des institutions

### Centralisation du pouvoir

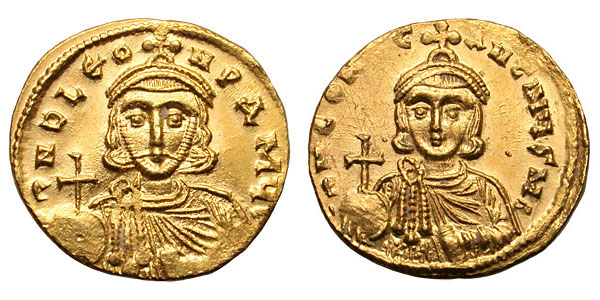
Solidus de Léon III à gauche, portant une couronne, la chlamys comme tunique, l'orbe crucigère dans sa main droite et l’akakia dans la main gauche. Son fils et coempereur Constantin V apparaît à droite.

L’état de crise dans lequel se trouvait l’empire conduisit à un renforcement et à un resserrement de l’administration autour de la personne de l’empereur. Élu de la Providence, l’empereur est la « loi vivante ». N’étant pas un simple mortel il a droit à des honneurs dignes du représentant de Dieu sur terre; autour de lui s’élabore, « une liturgie » comme l’a appelé Bréhier, dont le cadre est le Palais sacré. Au cours du VIIe siècle l’empereur en viendra à concentrer l’autorité entre ses mains, au détriment souvent de ses proches parents, notamment de ses frères associés au trône comme coempereurs; dorénavant, l’empereur sera le seul « basileus autokrator », régnant effectivement.
La dynastie isaurienne (de Léon III l’Isaurien en 717 au renversement d’Irène l’Athénienne en 802) fera beaucoup pour donner corps au concept de « dynastie » à Byzance. Si Héraclius avait pu transmettre la couronne à son fils Constantin III Héraclius (fév.-mai 641), ce principe avait été remis en question dès sa mort, les droits de son fils Constant ayant été remis en cause par la deuxième épouse d’Héraclius, Martine, qui voulait voir son propre fils, Héraclonas, accéder au trône. Ce sera Constantin V (r. 741-775) qui, en créant le concept de « porphyrogénète » (né dans la Porphyra, la chambre impériale recouverte de marbre pourpre), en fera pratiquement une condition essentielle à l’accession au trône.
Cette prééminence se manifestera aussi dans la splendeur du Palais sacré où vit l’empereur. L’empereur Théophile (r. 829-842), grand amateur d’art et d’architecture, fit restaurer le Grand Palais et construire des salles d’apparat comme le « Triconque » et le « Sigma » ainsi que la grande salle de réception de la Magnaure où un trône d’or pouvant s’élever jusqu’au toit était destiné à impressionner les ambassadeurs étrangers.
Ce Grand Palais devient non seulement la demeure personnelle de l’empereur et de sa famille, de sa maison civile et militaire, mais aussi le centre de l’administration. Si les grands offices demeurent les mêmes qu’aux siècles précédents, on observe une tendance à la multiplication de ces bureaux dont les nouveaux directeurs se rapporteront dorénavant directement à l’empereur,.
- Le prôtasèkrètis : chef de la chancellerie impériale, il est chargé de la rédaction des actes impériaux avec le « préposé à l’encrier » (épi tou kanikleiou) qui en contrôle le contenu et y appose les signes d’authentification appropriés.
- Le logothète du drome : il gère la poste et les affaires étrangères.
- Le sacellaire impérial : il contrôle les finances de l’État et est représenté dans chaque département (sékréton) par des mandataires.
- Le logothète du génikon : sorte de ministre des Finances, il dirige tous les services fiscaux de l’empire, collecte les taxes et distribue les revenus.
- L’éparque de la Ville : il est non seulement responsable de l’administration de Constantinople, mais a une juridiction civile et criminelle qui n’a d’autre appel que l’empereur.
- L’hétairéia : cette compagnie de militaires, généralement composée d’étrangers, avec les manglabitai ou gardes du corps de l’empereur et les impériaux assure la sécurité du palais[75],[66].

À peu de distance du Grand Palais se trouvait l’église de la Sagesse divine ou Sainte-Sophie, résidence et quartier général du patriarche de Constantinople. Du Ve siècle au VIIe siècle, sa juridiction s’étend sur les trois diocèses civils qui lui avaient été attribués lors de l’élévation de Constantinople au rang de « patriarcat » lors du concile de Chalcédoine. Celui-ci est divisé en trente-trois provinces (éparchies) situées surtout en Anatolie (Asie et le Pont) puisque la Thrace (Europe) n’en compte que cinq.
Enfin, l’un des changements importants de cette période est le passage du latin au grec comme langue de l’administration. Ce passage, commencé sous Héraclius se fera progressivement. Ainsi, le terme d’ « augustus » pour désigner l’empereur sera abandonné en 629 sous Héraclius pour être remplacé par celui de « basileus », terme qui deviendra officiel sous Justinien II près d’un siècle plus tard; c’est aussi la période où le grec remplace progressivement le latin sur les pièces de monnaie, dans les documents officiels et dans les noms de ministères (par exemple : le « sacellum » deviendra le « sakellion » et le « sacrum vestiarum », le vestiaron ».

### Militarisation de l’administration

Les thèmes dans l’empire byzantin au VIIIe siècle.

Les réformes de l’armée romaine sous Dioclétien et Constantin avaient séparé administration militaire et administration civile. L’armée se répartissait entre « limitanei », qui sous le commandement de « duces » devaient protéger les frontières, et « comitatenses », qui sous le commandement du magister militum constituaient un corps mobile que l’empereur pouvait envoyer là où le besoin s’en faisait sentir. La perte des provinces excentriques comme la Syrie, l’Afrique ou l’Égypte fit disparaitre les limitanei. À partir du VIIIe siècle sont créés des « thèmes » qui regroupent administration civile et militaire sous la direction d’un militaire appelé « strategos ». Le terme « thème » crée une certaine confusion en désignant à la fois le corps d’armée et le territoire sur lequel il opère (ou opérait à l’origine). Vers 700, on trouve ainsi les Anatoliques, les Arméniaques, les Thracésiens et l’Opsikon; à partir du VIIIe siècle, ils se multiplieront, souvent par fragmentation des grands thèmes où le pouvoir du strategos pouvait mettre en danger celui de l’empereur. Seule l’Afrique et l’Italie demeureront sous la responsabilité d’un « exarque ». Il est vraisemblable, quoique la chose soit difficile à démontrer, que cette préséance progressive de l’administration militaire sur l’administration civile soit due à la fois aux menaces que faisaient planer divers ennemis sur les frontières de l’empire, et à la perte de pouvoir des élites traditionnelles des villes graduellement remplacées par une administration impériale mieux organisée et plus centralisée se mettant en place dans les provinces.

### Dépopulation et ruralisation

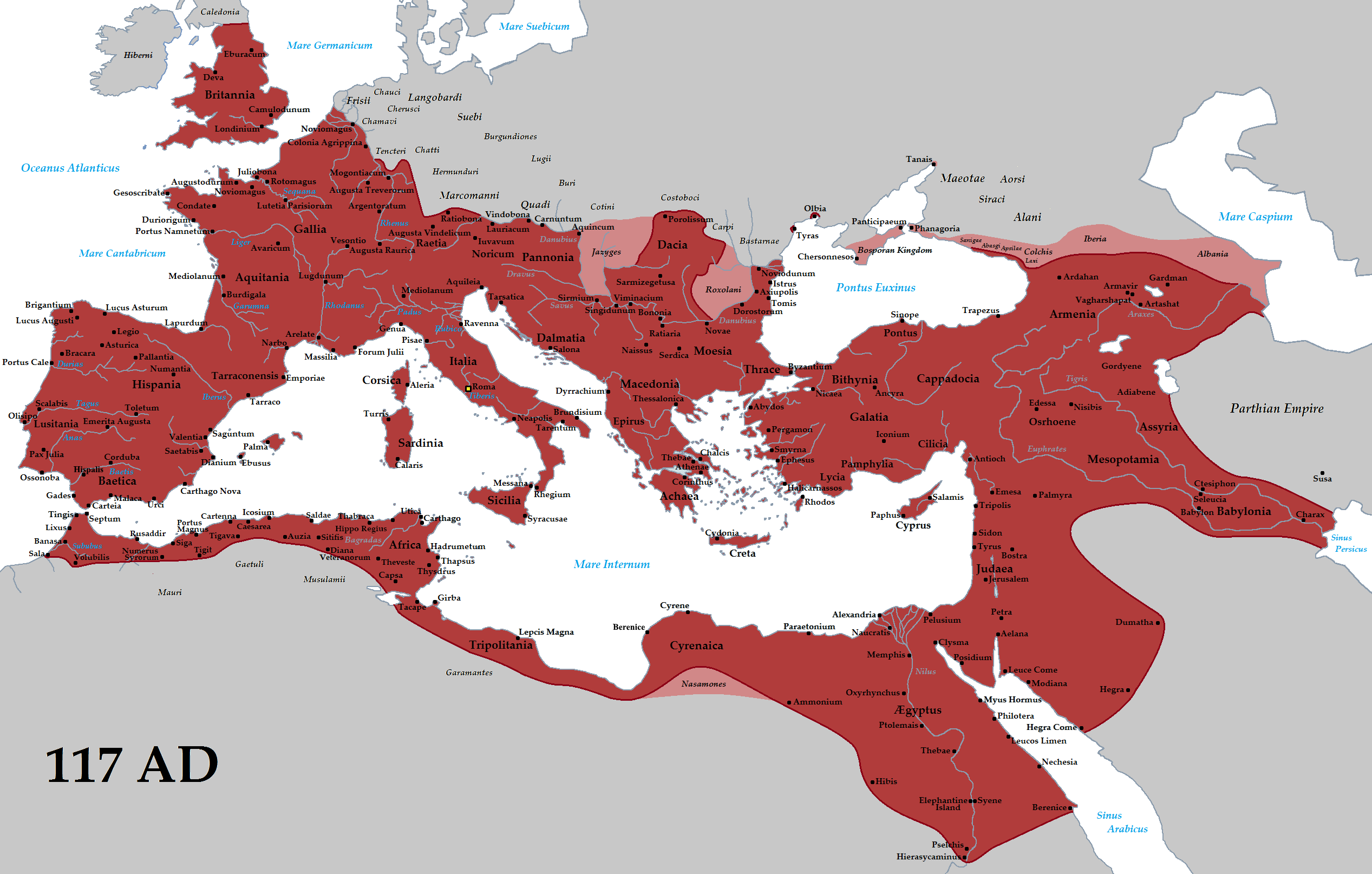
Les grandes villes de l’Empire romain à sa plus grande extension sous Trajan (117 EC)

Dans les premiers siècles de son histoire, l’Empire romain était constitué d’un réseau de villes jouissant d’une large autonomie. Cependant, la dépopulation des villes modifiera considérablement ce visage entre la fin du VIe siècle et le VIIe siècle, même si la situation variera selon les régions,. Les causes de cette dépopulation sont nombreuses. Les invasions barbares qui visent principalement les villes et leurs richesses ont été évoquées plus haut. S’y ajoutent au VIIIe siècle les forces de la nature. Des tremblements de terre se feront sentir dont certains si violents qu’ils feront s’écrouler les murailles de Constantinople le 26 octobre 740. La peste qui avait réduit la population de la Méditerranée de moitié en 541, fit une réapparition dévastant la Sicile et le Péloponnèse avant d’atteindre la capitale elle-même en 747. L’hiver de 763-764 fut si cruel que, et la mer Noire, et le Bosphore gelèrent, facilitant non seulement le passage des Barbares, mais ébranlant en raison des blocs de glace le mur protégeant la Ville durant le dégel. Enfin, une grande sécheresse en 766 vida presque complètement les réservoirs d’eau de la cité.
Conjugués, ces facteurs conduisirent à une dépopulation telle que l’absence de main d’œuvre devint un sujet de préoccupation pour la politique impériale. Les échanges de prisonniers sont mentionnés de plus en plus souvent dans les sources, surtout arabes, et des empereurs comme Constantin V, Léon IV et surtout Nicéphore Ier (r. 802-811) pratiquèrent une politique de repopulation en installant des captifs sur des terres reprises aux Arabes ou en transférant vers la Thrace des paysans pauvres ou sans terre d’Asie mineure,.
Ces mouvements de population transformèrent le visage de l’empire. Des villes entières furent abandonnées dont la population se réfugia sur les hauteurs pour se protéger des envahisseurs. Même celles qui résistèrent virent leur population diminuer des trois quarts et durent être fortifiées. Si elles demeurèrent des centres de négoce, elles servirent de plus en plus à loger les garnisons militaires en même temps qu’elles demeuraient le siège de l’administration ecclésiastique.
Par contre, et alors qu’au IVe siècle la petite propriété semblait dominer dans les campagnes, les grands domaines ruraux prirent une nouvelle importance, devenant eux aussi des domaines fortifiés. Leurs propriétaires, édiles municipaux, fonctionnaires civils et ecclésiastiques, quittent les villes dépeuplées pour venir vivre sur leurs domaines. Ceux-ci comprennent maintenant non seulement les terres du grand propriétaire, mais aussi les terres propres des paysans et incluent souvent de petits villages encastrés dans le domaine. Ce phénomène apparut tant en Orient qu’en Occident après la crise économique du IIIe siècle. En raison des dévaluations monétaires et des charges pesant sur eux, les petits propriétaires avaient dû se mettre sous la protection de plus grands, lesquels avaient aussi agrandi leur domaine par jeu d’alliances matrimoniales. De telle sorte qu’au IXe siècle l’image de la campagne s’est transformée : à l’exploitation de petits domaines par des esclaves et des colons s’est substituée celle de terres aux cultures diversifiées, dotées de système d’irrigation par citernes et canaux, dont certaines sont la propriété de paysans vivant dans des villages indépendants jouxtant de grands domaines fonciers.

### Le rôle de l’Église

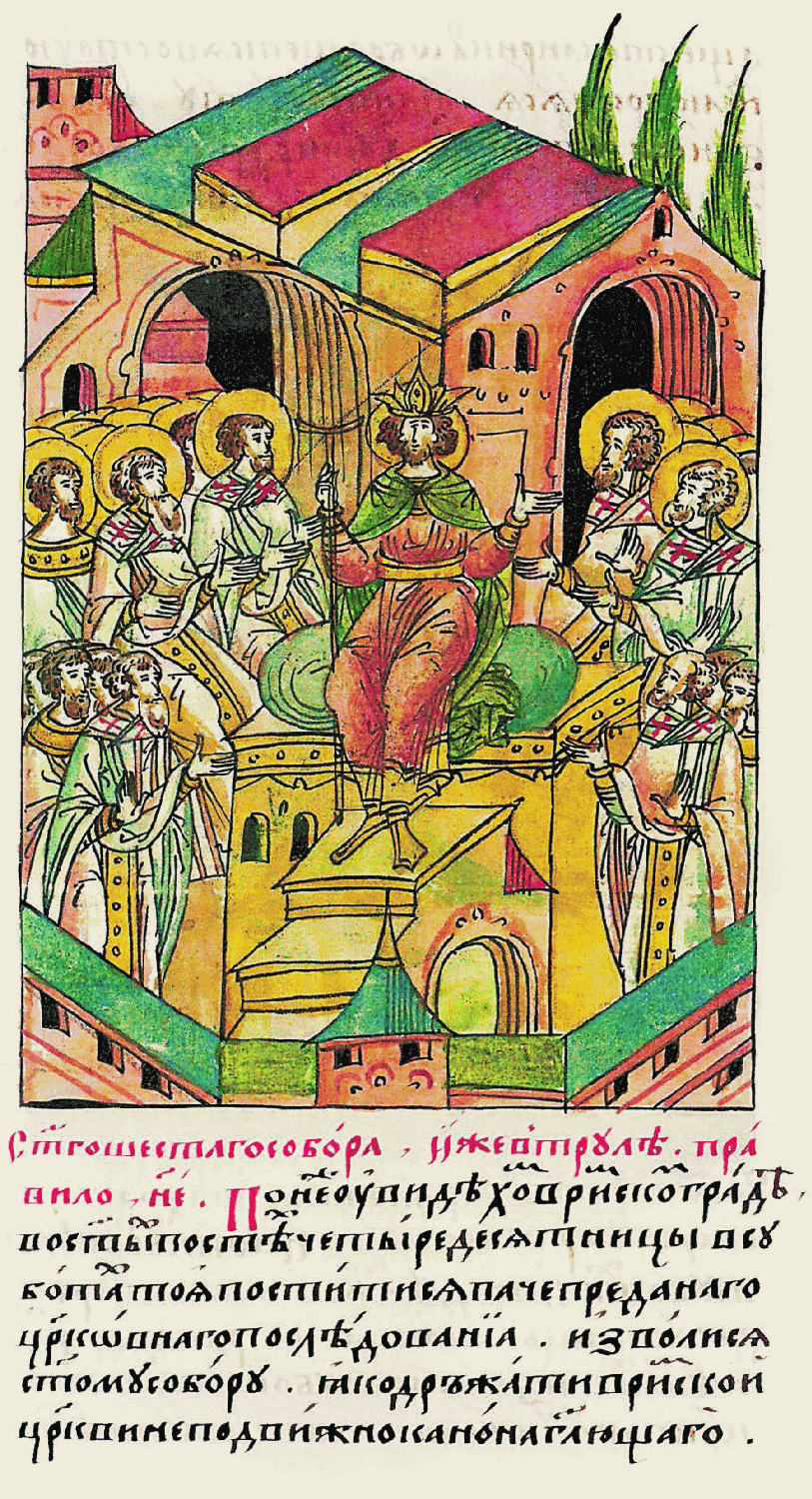
Miniature russe du XVIe siècle représentant le concile quinnisexte.

La sacralisation du rôle de l’empereur aux siècles précédents lui avait conféré une autorité morale sur une Église profondément divisée depuis le concile de Chalcédoine (451) et les différentes querelles sur la nature du Christ. Divers empereurs avaient tenté de contrer les hérésies ayant éclaté surtout dans la partie asiatique de l’empire en mettant de l’avant des compromis se voulant unificateurs comme le « monoénergisme » ou le « monothélisme », lesquelles eurent plutôt comme effet de rendre inflexible l’opposition des moines attachés à la doctrine traditionnelle, surtout en Palestine.
Outre les querelles doctrinales, la vie de l’Église était perturbée par diverses coutumes et pratiques prêtant à controverse. Aussi l’empereur Justinien II (r. 685-695; 705-711) décida-t-il de convoquer en 691-692 un concile dit « quinisexte » qui devait se pencher non pas sur des questions dogmatiques comme les précédents, mais sur l’aspect disciplinaire de la vie de l’Église. Aussi appelé « in Trullo », du nom de la salle du palais impérial où il se réunit, ce concile avait comme mission de compléter les travaux des deux conciles œcuméniques précédents (les cinquième et sixième), d’où son nom de « quinisexte ». Ses 102 canons (lois ecclésiastiques) définirent tant les devoirs religieux que la conduite morale des chrétiens orthodoxes. Ils établirent aussi bien la liste de préséance entre les patriarches que le rôle des évêques qui devront dorénavant demeurer dans leur diocèse plutôt qu’à Constantinople. Les moines pour leur part devront demeurer dans leur monastère plutôt que de transiter de l’un à l’autre comme c’était souvent la pratique, alors que les laïcs se verront interdire les jeux de dés (canon 50), l’assistance aux spectacles de la scène (canon 51) ou la participation à certaines cérémonies contenant des relents de vie païenne comme celles des Calendes ou les Brumalia (canon 62),.
Deux canons entre autres font déjà entrevoir la querelle de l’iconoclasme qui commencera sous Léon III. Le canon 100 interdit toute image provoquant des fantasmes lascifs, arguant que les représentations charnelles peuvent troubler l’âme, alors que le canon 82 interdit la représentation du Christ sous la forme d’un agneau, alors populaire dans l’art religieux, édictant que le Christ devait désormais être représenté sous sa forme humaine.
Ce concile contribuera à associer l’image de l’empereur à celle du Christ et à partir de la fin du VIIe siècle on voit la représentation du Christ apparaitre à l’endos des monnaies impériales, celle de l’empereur figurant maintenant au verso.
De ce qui précède on peut constater qu’à la fin du VIIe siècle l’Empire byzantin est dans une période de transformation et de transition. Non seulement le territoire sur lequel s’étendait l’empire s’est rétréci, mais les valeurs traditionnelles se transforment. L’iconoclasme apparaitra alors comme une réponse à la crise identitaire qu’il traverse.

## La crise iconoclaste

### Première période iconoclaste

Croix iconoclaste dans une abside de l'église Sainte-Irène (Constantinople). Détruite par un séisme en 740, à la fin du règne de Léon III, elle est rebâtie par Constantin V selon un programme qui met l'accent sur le symbole de la croix.

La crise de l’iconoclasme se déroula en deux étapes. Au cours de la première, de 723 à 775, les empereurs Léon III l'Isaurien et son fils Constantin V adoptèrent une attitude de plus en plus intransigeante à l’endroit du culte des images.
Lorsque Léon III (r. 717 - 741), fondateur de la dynastie isaurienne renversa Théodose III (r. 715 -717), l’empire non seulement était en proie à l’anarchie intérieure, mais devait aussi faire face à une expédition arabe se dirigeant contre Constantinople après avoir infligé dans son avancée nombre de défaites aux armées byzantines. De plus, une éruption volcanique ravagea en 726 tout le littoral d’Asie Mineure, de la Grèce et des Iles grecques. Nombreux sont ceux qui interprétèrent ces malheurs comme un signe de la colère divine. L’empereur en vit les causes dans ce qu’il estimait être de l’idolâtrie, comme le culte des images ou encore des pratiques telles que la proskynèse. Après avoir tenté de convaincre le pape et le patriarche de ses thèses, Léon III se tourna vers son peuple, dénonçant dans de nombreux sermons le culte des images.
Si cette nouvelle doctrine, dite « iconoclaste » reçut l’appui de nombre d’évêques d’Anatolie, elle provoqua une mini-émeute dans le thème européen d’Hellade. À partir de ce moment, la population se divisa entre iconoclastes (εικονοκλάσται, littéralement « briseurs d’images ») et iconodoules (εικονόδουλοι, littéralement « serviteurs des images »). Face à l’hostilité que déclenchait sa politique, Léon III agit avec prudence et ce n’est qu’en 730 qu’il publia un décret bannissant le culte des images et déposa le patriarche toujours opposé à la politique impériale.
Le pape Grégoire III (r. 731-741) ayant condamné cette doctrine, Léon III répondit à la condamnation papale en détachant de Rome les évêchés grécophones du sud de l’Italie, de Sicile et de Calabre ainsi que ceux d’Illyrie et de l'ouest de la Grèce actuelle pour les rattacher au patriarcat de Constantinople. De plus, il enleva au Saint-Siège les revenus des patrimoines pontificaux de l’Italie du sud pour les attribuer à l’empire,.
Durant cette première phase, la querelle semble moins reposer sur des motifs théologiques que sur des considérations politiques et économiques se rapportant à la défense de l’empire d’une part, aux intérêts du Saint-Siège d’autre part. Si les biens matériels des iconodoules furent confisqués et le patriarche démis de ses fonctions, il n’y eut toutefois pas de violence physique contre les personnes.
La situation se modifia avec le décès de Léon III et l’avènement, après une courte mais sanglante guerre civile, de son fils Constantin V (r. 741-775). Celui-ci n’avait ni la prudence, ni la modération de son père. Avec lui, le débat prit une allure plus théologique. L’empereur lui-même rédigea une dizaine d’écrits sur le sujet. À travers l’empire, les images furent détruites; on commença à traquer les iconophiles dans la bureaucratie, l’armée et l’Église. En août 766, Constantin fit exécuter dix-neuf hauts fonctionnaires de l’État et officiers de l’armée. L’opposition s’étant cristallisée dans les monastères, Constantin transforma la campagne iconoclaste en une campagne anti-monastique. Nombre de monastères furent ou bien fermés ou bien convertis en édifices publics, les moines contraints à renoncer à leurs vœux, et les propriétés de ces monastères furent nationalisées au profit de la couronne,.
À la mort de Constantin V, le trône échut au fils qu’il avait eu d’un premier mariage avec une princesse khazare, lequel prit le nom de Léon IV (r. 775-780). Son règne ne dura que cinq ans et constitua une sorte de transition entre l’iconoclasme sanguinaire de Constantin V et l’iconophilie avérée de l’impératrice Irène. De caractère débonnaire, Léon IV resta attaché à la tradition iconoclaste, faisant emprisonner certains hauts fonctionnaires qui avaient affiché publiquement leur appui au culte des images ; mais les persécutions qui avaient marqué le règne de son père cessèrent. Bien plus, l’empereur abandonna la politique anti-monastique de son père et n’hésita pas à faire nommer des moines à certains sièges épiscopaux.
Lors de la mort de Léon IV, son épouse, Irène, fut nommée régente au nom de son fils Constantin VI (r. 780-797). Elle-même partisane des icônes, elle procéda avec prudence, remplaçant d’abord le patriarche iconoclaste Paul (août 784)  par son secrétaire, Taraise. Puis elle convoqua un concile en 786 pour renverser la politique iconoclaste. Celui-ci ayant été interrompu par la garde impériale, elle envoya les perturbateurs en Asie et convoqua un nouveau concile l’année suivante, lequel condamna l’iconoclasme, ordonna la destruction des écrits prônant cette doctrine et rétablit le culte des images. La même année, elle fit aveugler son fils, régnant seule (797-802) avec le titre de « basileus » et non de « basilissa ». Son règne devait s’avérer désastreux. En 802, sa santé déclinant, elle fut victime d’un coup d’État de la part de son ministre des Finances, Nicéphore et fut exilée à l’ile de Lesbos.
Confronté à différentes révoltes durant son règne, Nicéphore Ier (r. 802-811) parvint néanmoins à se maintenir au pouvoir tout en cherchant l'apaisement sur le plan religieux et en rétablissant les finances publiques que les réformes économiques de ses prédécesseurs avaient laissé en piètre état,,. Il devait périr à la  bataille de Pliska  (26 juillet 811) contre les Bulgares. Le trône fut alors offert à son beau-frère, Michel Rhangabé (r. 811-813). Son règne ne fut guère brillant, subissant défaite sur défaite aux mains des Bulgares. Michel étant fervent partisan des images, il n’en fallut pas plus pour que le peuple ne voie dans cette série d’humiliations une manifestation de la colère divine contre le retour du culte des images : le 11 juillet 813, ce qui restait de l’armée proclama Léon V l’Arménien (r. 813-820) empereur. La deuxième période iconoclaste allait commencer.

### Deuxième période iconoclaste

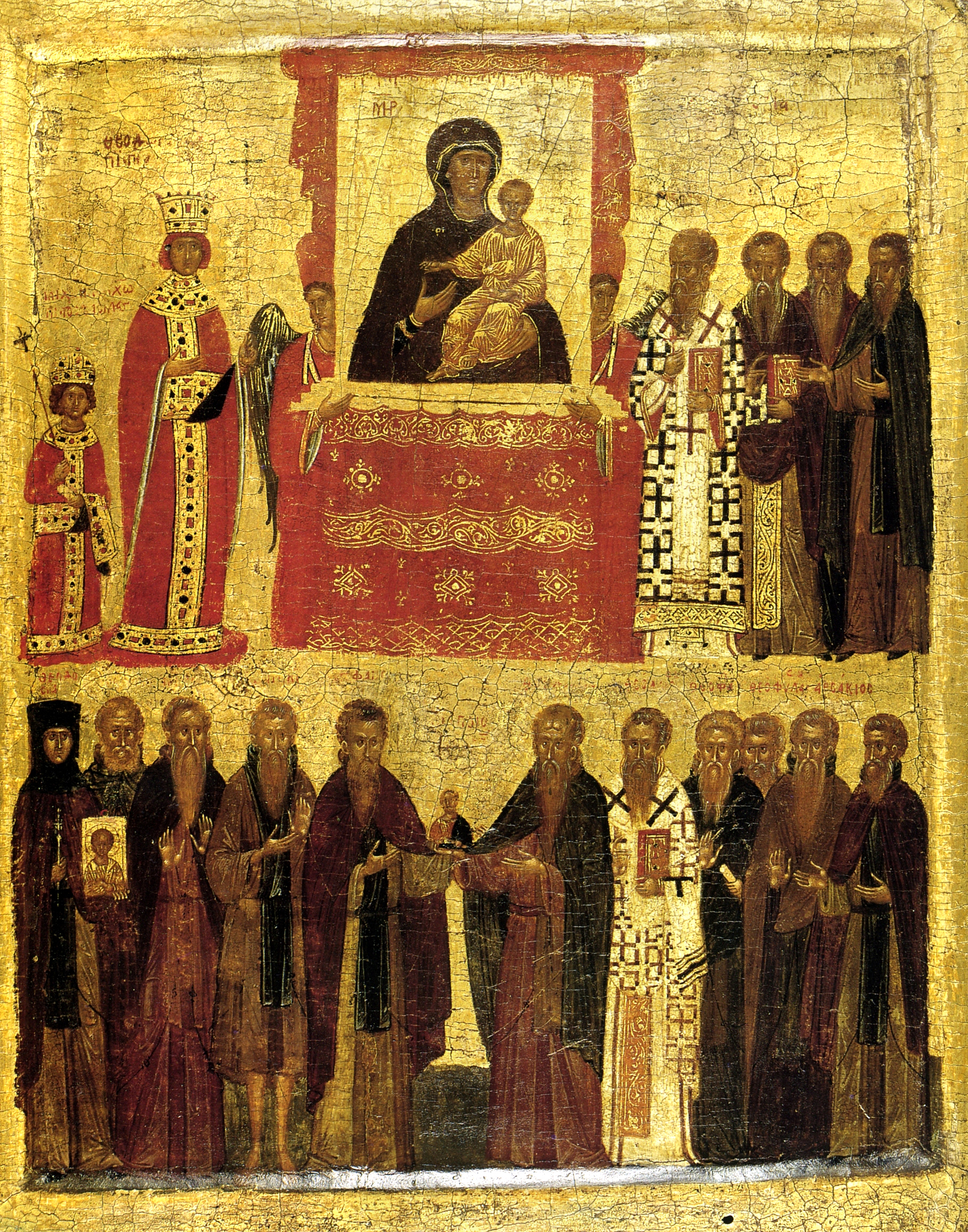
Le règne de l’impératrice Théodora marquera la fin officielle de la période iconoclaste et le « triomphe de l’orthodoxie ».

Pendant les sept ans que durèrent son règne, Léon V s’attacha à lutter contre les Bulgares à l’extérieur et à rétablir l’iconoclasme à l’intérieur. Procédant avec prudence, il commença par faire couronner coempereur le fils qu’il avait eu d’une première épouse, Symbatius, auquel il donna alors le nom de Constantin. L’association des deux noms, Léon et Constantin, rappelait celle de Léon III et de Constantin V et des victoires contre l’ennemi extérieur imputées à l’iconoclasme. Puis, il créa une commission chargée de scruter les Saintes Écritures sur cette question et de faire des recommandations. La présidence en fut confiée à un jeune moine iconoclaste, Jean le Grammairien. Puis, après la démission forcée du patriarche Nicéphore, un synode fut convoqué à Pâques 815 qui rétablit l’iconoclasme tel qu’il avait été adopté au Concile de Hiéra (754). L’empereur ne devait pas jouir longtemps de son succès : Léon s’était fait de nombreux ennemis, non seulement au sein de la fonction publique demeurée en grande partie iconodule, mais aussi dans l’armée où le domestique (général) des Excubites, Michel, originaire d’Armorium, marié à la sœur de la première épouse de Léon, complota pour le renverser. Les conjurés furent découverts, Michel condamné, mais réussit à s’échapper et le jour de Noël 820, parvint à assassiner l’empereur à Sainte-Sophie.
Militaire, Michel II l’Armorien (r. 820-829) penchait vraisemblablement pour l’iconoclasme comme en témoigne le fait qu’il confia l’éducation de son fils à Jean le Grammairien, mais désireux d’apaiser la querelle religieuse il interdit simplement toute discussion sur le sujet. La querelle religieuse se transforma alors en guerre civile, menée cette fois par Thomas le Slave, militaire haut gradé, iconodule reconnu, qui avait rassemblé autour de lui un parti multiethnique composé d’Arabes, de Perses, d’Arméniens et d’Ibères. Allié au calife Al-Mamoun, il se fit proclamer empereur par ses troupes et tenta en vain d’assiéger Constantinople. Il fallut à Michel trois années pour capturer son rival à Arcadiopolis en 823,.
L’instabilité politique à l’intérieur, les échecs répétés de Léon et de Michel contre les Arabes (tant ceux du calife Al-Mamoun que ceux d’Espagne dits « Sarrasins ») qui, ayant conquis la Sicile, dévastaient maintenant les côtes de la Dalmatie et de l’Italie du sud, laissaient planer le doute sur la thèse affirmant que l’iconoclasme ramènerait la faveur divine.
À la mort de Michel, son jeune fils Théophile, également iconoclaste, lui succéda sans difficulté, une première depuis des décennies. Grand amateur d’art, y compris d’art arabe, il s’attacha sur le plan intérieur à consolider les structures de l’empire. S’il s’acharna contre certains iconodules, c’est qu’il apprit fin-831 qu’un pamphlet rédigé sans doute par un moine iconodule du nom de Methodius prédisait sa mort imminente : il fit battre le moine et l’évêque Euthyme de Sardis, lequel mourut des blessures infligées.
Toutefois, après tant de décennies cette querelle théologique avait fait long feu et, malgré les tentatives de l’empereur de raviver la flamme, iconodules et iconoclastes se retrouvèrent à la cour où la propre épouse de Théophile, l’impératrice Théodora, était ostensiblement iconodule.
À la mort de Théophile en 842, cette dernière assuma la régence au nom de son fils Michel III (r. 842-867) qui n’avait alors que deux ans. Le scénario qui s’était produit avec Irène et Constantin VI se répétait. Contrairement à Irène, Théodora sut s’entourer d’un conseil composé d’hommes avisés et modérés et agir avec circonspection. Durant la première année qui suivit la mort de Théophile, l’iconoclasme demeura la religion d’État et Jean le Grammairien demeura sur le trône patriarcal. Ce ne fut que l’année suivante qu’elle se décida à rétablir le culte des images. Comme doctrine, l’iconoclasme n’était plus défendu que par les évêques qui avaient été nommés sur la base de leur attachement à celui-ci. Aussi, plutôt que de convoquer un concile, elle réunit au Palais un silention (assemblée des dignitaires de la cour), comme l’avait fait Léon III pour proclamer l’iconoclasme. La doctrine fut rejetée par la simple adoption des conclusions du concile de Nicée de 787. Jean le Grammairien, ayant refusé d’adhérer à ces conclusions, fut déposé, mais put se retirer dans sa villa et y mener une vie tranquille.
Le synode de 843 marqua ainsi la fin officielle de l’iconoclasme ainsi que celle des grandes luttes doctrinales qui marquèrent du IIIe siècle au IXe siècle l’histoire de Byzance. Signe des temps, la condamnation de l’iconoclasme ne provoqua guère de réaction. Jean le Grammairien ayant été déposé, Théodora choisit pour lui succéder un moine persécuté par Michel II et par son fils du nom de Méthode dont premier geste fut de déposer presque tous les évêques, même ceux qui avaient abjuré l’iconoclasme. La régence de Théodora devait tant à l’intérieur qu’à l’extérieur s’avérer plutôt positive.

## Les dernières années
Toutefois, pendant que sa mère régnait, Michel III grandissait, atteignant bientôt l’âge de sa majorité. L’adolescent n’avait rien des qualités attendues d’un empereur, s’intéressant surtout aux courses de chariot, aux beuveries avec ses amis et, surtout à la maitresse qu’il avait prise, Eudocia Ingerina. Pour le ramener dans le droit chemin, Théodora décida de lui faire épouser son propre choix, une femme de la haute société du nom d’Eudocia Decapolitissa. Si Michel accepta la décision de sa mère, il fit alliance avec le frère de Théodora, Bardas, qui vivait en exil. En 856, Michel avec l’appui de ce dernier se proclama seul empereur, mettant fin à la régence de sa mère,.
Durant tout son règne, il montra peu d’intérêt pour la gestion de l’empire, laissant volontiers ce soin à ceux qui l’entouraient mais faisant preuve d’une jalousie meurtrière si leur puissance éclipsait la sienne : son oncle, devenu le César Bardas, sera l’une de ses victimes pour être remplacé par un soldat du nom de Basile, jeune homme d’origine thrace jouissant d’une force herculéenne dont la famille avait été déportée en Macédoine et avait, de ce fait, hérité du surnom de « macédonien ». Celui-ci réussit bientôt à devenir coempereur et, soupçonnant sans doute que Michel finirait par se lasser de sa domination comme il l’avait fait pour Bardas et sa mère, Basile décida de se débarrasser de lui : le 24 septembre 867, avec d’autres conjurés, il fit assassiner Michel revenu ivre mort à sa chambre,.
La période dite de la Renaissance macédonienne allait commencer.